# Milan Doleček (Ruderer, 1982)
Milan Doleček (* 18. März 1982 in Mělník) ist ein tschechischer Ruderer.

## Sportliche Karriere
Doleček war bei den Junioren-Weltmeisterschaften 1999 Vierter im Achter, 2000 gewann er die Bronzemedaille im Doppelvierer. In der Erwachsenenklasse startete er 2001 ebenfalls im Doppelvierer und belegte den elften Platz bei den Weltmeisterschaften. 2002 bildete er mit Ondřej Synek einen Doppelzweier, die beiden belegten beim Ruder-Weltcup zweimal den zweiten Platz hinter den Ungarn Ákos Haller und Tibor Pető und gewannen in München. Bei den Weltmeisterschaften belegten die beiden Tschechen den fünften Platz. Im Weltcup 2003 siegten in Mailand die Franzosen Sébastien Vieilledent und Adrien Hardy vor den Tschechen, in Luzern siegten die Tschechen. Bei den Weltmeisterschaften in Mailand gewannen die Franzosen vor dem italienischen Doppelzweier, Doleček und Synek erhielten die Bronzemedaille. Bei den Olympischen Spielen in Athen belegten die beiden Tschechen den fünften Platz.
2005 belegte der tschechische Doppelvierer im Weltcup zweimal den zweiten und einmal den dritten Platz, bei den Weltmeisterschaften in Gifu ruderten Milan Doleček, Václav Chalupa, Jakub Hanák und David Jirka auf den vierten Platz. Im Weltcup 2006 siegte der tschechische Doppelvierer in München und Luzern und belegte in Posen den dritten Platz hinter Polen und Frankreich. Bei den Weltmeisterschaften in Eton erreichten Tomáš Karas, Václav Chalupa, Milan Doleček und David Jirka den fünften Platz. In der Saison 2007 versuchten sich Doleček und Chalupa im Doppelzweier, der sechzehnte Platz bei den Weltmeisterschaften in München reichte für die Olympiaqualifikation nicht aus. Zum Saisonabschluss 2007 trat Doleček mit dem tschechischen Achter bei den Europameisterschaften in Posen an, der Achter gewann den Titel vor den Polen und den Weißrussen. 2008 kehrte Doleček in den Doppelvierer zurück, der im Weltcup einen achten und einen fünften Platz belegte.  bei den Olympischen Spielen 2008 verpasste der tschechische Doppelvierer mit Petr Vitásek, Doleček, Hanák und Jirka das A-Finale und belegte den zehnten Platz.
2009 ruderte Doleček bei den Weltmeisterschaften in Posen mit dem Vierer ohne Steuermann in der Besetzung Jan Gruber, Milan Doleček, Milan Bruncvík und Michal Horváth auf den vierten Platz. 2010 gewann der Vierer in dieser Besetzung die Bronzemedaille bei den Europameisterschaften in Montemor, bei den Weltmeisterschaften belegten der tschechische Vierer ohne Steuermann den neunten Platz. Bei den Weltmeisterschaften 2011 belegte Doleček mit dem Vierer ohne Steuermann den zwölften Platz. 2012 gewann er mit dem tschechischen Achter die Bronzemedaille bei den Europameisterschaften. Nach einem sechsten Platz mit dem Achter bei den Europameisterschaften 2013 trat Doleček bei den Weltmeisterschaften 2013 im Vierer ohne Steuermann an und erreichte den sechsten Platz. 2014 belegte der tschechische Vierer ohne Steuermann den achten Platz bei den Europameisterschaften und den vierzehnten Platz bei den Weltmeisterschaften.
Der 1,93 m große Milan Doleček rudert für Dukla Prag.